# Verdrag van Montreal
Het Verdrag van Montreal (Verdrag tot het brengen van eenheid in enige bepalingen inzake het internationale luchtvervoer, Montreal 28 mei 1999). Het verdrag is op 4 november 2003 in werking getreden na de dertigste ratificatie. 
Het verdrag trad zowel in België als in Nederland in werking op 28 juni 2004. Nederland is toegetreden bij de Rijkswet van 23 februari 2004, Stb.2004, 83). Inmiddels telt het 119 verdragstaten, waaronder de gehele Europese Unie, de Verenigde Staten, Japan en China.
Het verdrag regelt de aansprakelijkheid van de luchtvervoerder bij internationaal luchtvervoer voor wat betreft passagiers en goederen en beoogt het zogenaamde "Warschausysteem" (Verdrag van Warschau) te moderniseren en te herzien.

## Aansprakelijkheid voor dood en lichamelijk letsel
De luchtvaartmaatschappij is aansprakelijk voor dood of lichamelijk letsel van een passagier. De aansprakelijkheid berust op het enkele feit dat het ongeval dat de dood of het letsel heeft veroorzaakt, gebeurd is aan boord van het vliegtuig, tijdens het aan boord gaan of verlaten van het vliegtuig (artikel 17 lid 1 verdrag van Montreal).

## Aansprakelijkheid voor vertraging
De luchtvaartmaatschappij is aansprakelijk voor vertraging van passagiers, bagage en goederen. Zij is niet aansprakelijk als zij bewijst dat zij alle maatregelen heeft genomen die redelijkerwijs gevergd konden worden om de schade te vermijden of dat het onmogelijk was om die maatregelen te nemen (artikel 19 verdrag van Montreal).

## Aansprakelijkheid voor vernieling, verlies en beschadiging van bagage
De luchtvaartmaatschappij is aansprakelijk voor vernieling, verlies of beschadiging van aangegeven bagage. Die aansprakelijkheid berust op het enkele feit dat de gebeurtenis die de
vernieling, het verlies of de beschadiging heeft veroorzaakt, gebeurd is aan boord van het vliegtuig of tijdens de periode waarin de luchtvaartmaatschappij de aangegeven bagage onder haar hoede had. De luchtvaartmaatschappij is niet aansprakelijk als de schade enkel en alleen het gevolg is van de aard of een eigen gebrek van de bagage.
Voor handbagage (waaronder persoonlijke bezittingen) is de luchtvaartmaatschappij aansprakelijk als de schade haar schuld is of die van haar hulppersonen (artikel 17 lid 2 verdrag van Montreal).